# Эффект Мандельбаума
Эффект Мандельбаума — эффект, заключающийся в том, что в условиях плохой видимости взгляд человека фокусируется вблизи. Впервые был зафиксирован американским офтальмологом Джозефом Мандельбаумом (1912—2000) в 1960 году.

## Описание
Вследствие того, что грязные стёкла способствуют усилению тенденции к фокусированию взгляда на ближних объектах, пилот или водитель транспортного средства может не заметить препятствие или иную опасность; именно поэтому эффект Мандельбаума — важный аргумент в пользу того, чтобы всегда держать стёкла любого транспортного средства чистыми.
При низкой видимости, например ночью, в грозу или в тумане, глаз стремится расслабиться и сфокусироваться на расстоянии наилучшей видимости, которое называют «пустым полем», или фокусным расстоянием глаза в темноте. Это расстояние обычно меньше одного метра, но оно сильно различается у разных людей.
Было показано, что эффект Мандельбаума — это не ошибка в результате неадекватной рефракции. Он обусловлен обычной изменчивостью восприятия мозга, а не конструктивными особенностями глаза. Как и в случае авиационной ситуации потери ориентации в пространстве, установлено, что у некоторых людей эффект Мандельбаума проявляется в значительной степени, а у некоторых вообще не проявляется.
В исследованиях по авиационной и автомобильной безопасности эффект Мандельбаума используется для выявления систематической ошибки оценки ситуации, обусловленной субъективным фактором, в напряжённых условиях. У пилотов и водителей в условиях плохой видимости, по-видимому, существуют стойкие особенности зрительного восприятия. Все еще исследуются способы компенсации эффекта Мандельбаума.